# ロケット砲

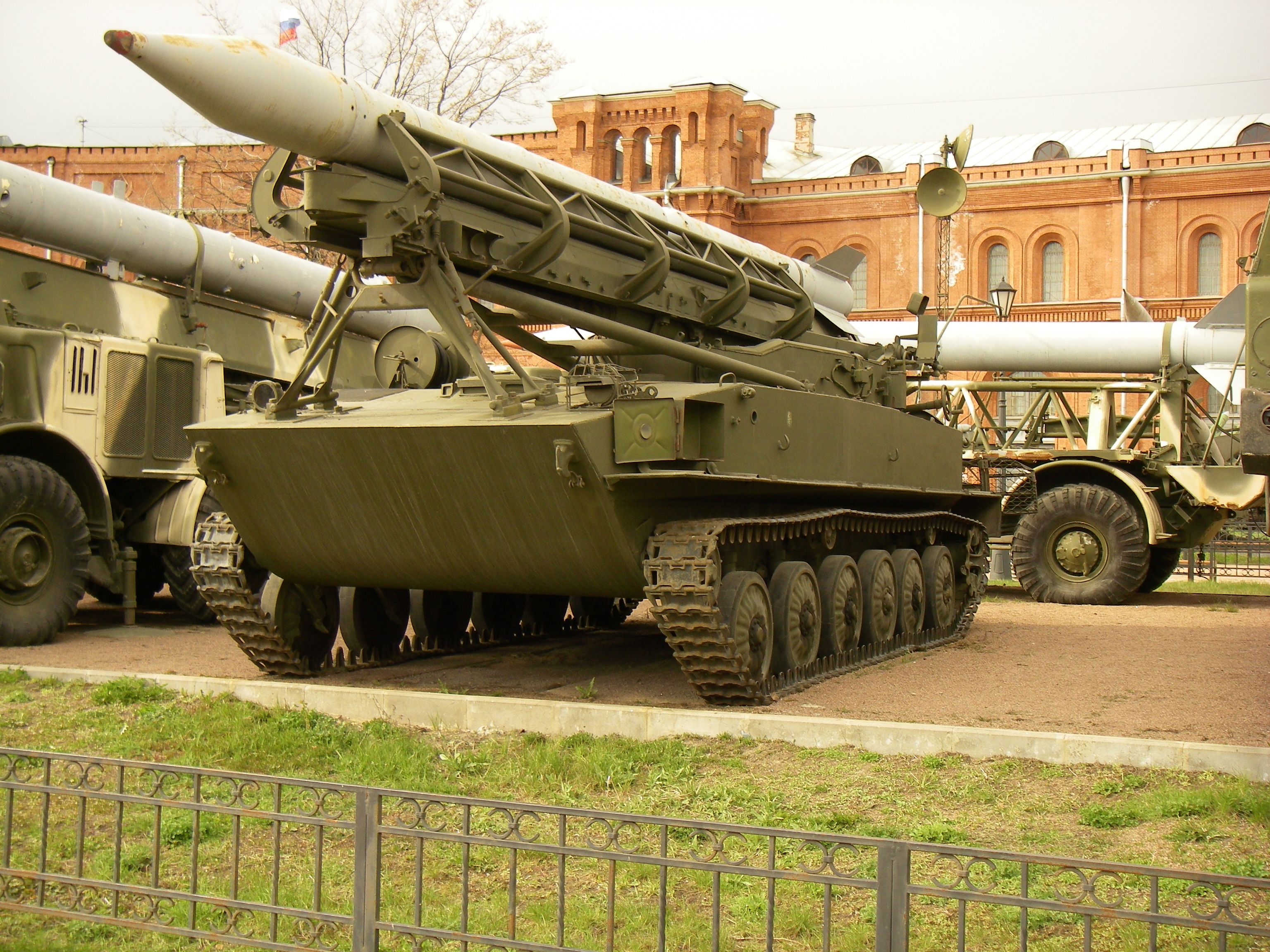
ソ連製の2K6 ルーナ (FROG-3)

ロケット砲（ロケットほう、英語: rocket artillery）または砲兵ロケットは、ロケットランチャーのうち、ロケット弾を弾道飛行させ、中長距離火力投射を行う兵器である。複数の発射器を持つものは多連装ロケット砲と呼称される。日本陸軍では噴進砲（ふんしんほう）と称した。

## 概要

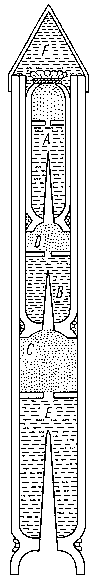
シェミェノヴィチの三段式ロケット弾

この兵器にて使用される弾丸（発射物）はロケット弾と呼ばれ、推力を持ち、自力で飛翔する能力を持つ。基本的にはロケットによる推力で発射器から加速・発射されるが、火砲形式の発射器の一部では初期加速に発射用の火薬を使って射ち出し、外部に出たところでロケットに点火、推進するタイプも存在する。
ロケット発射器には薬室と尾栓がある火砲の形式を持った物やレール上に設置した弾体を発射する物、保存・運搬容器から直接発射する物があり、基本的に方向・発射角度を調節できる機能を持つ。通常の火砲と比較すると発射器に必要な強度が低く、より軽量に設計できる。運用面では、ロケット弾の命中精度が通常の火砲に比較して劣ることから、火砲では重くなりすぎる大投射重量・長射程のレンジを担い、同時に多数のロケット弾を発射して一度に大面積を制圧するという用途に使われることが多い。（多連装ロケット砲も参照）
ロケット弾はその特性上、発射時に大量の高熱の噴射ガスを噴出する（バックブラスト）ため、遠距離からでもその発射を確認することが容易である。このため発射地点を特定され敵の反撃を招きやすいという欠点がある。この問題に対応するため、軍用トラックや装軌車両に発射器を搭載し、自走砲化される例も多い。
また、噴射ガスが砲周辺を焦がすことがあるため、射手は発射に先立って安全圏に避難するか、噴射ガスの影響を受けないようにした設備に入る必要がある。一部のロケット弾では、燃焼すると有毒ガスを発生する推進剤を使用しているものがあり、それを発射する場合はその射手も含め、周囲の人々は防毒マスクを着用する必要がある。
同じくロケット推進弾である短距離弾道ミサイルとは、弾道を修正する誘導機能の有無で区別されるが、冷戦以後近年のロケット砲はGPS等を利用した簡素な誘導機能が組み込まれることも多くミサイルとの区別は曖昧になってきている。
なお通常の砲の砲弾にロケットブースターを追加した物（噴進弾）もあり、こちらは通常の砲弾では到達しない長距離に打ち出すために利用される。

## 歴史

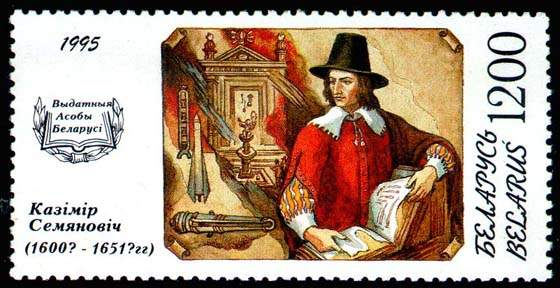
多段式ロケット弾開発者カジミェシュ・シェミェノヴィチ

この種の兵器を初めて運用したのは火薬を発明した中国であり、火箭とよばれた簡単なロケット発射器であった。現在でも中国ではロケットにこの名称が当てられている。
欧州で近現代的なロケット弾が実用化されたのは17世紀半ば、ポーランド・リトアニア共和国の科学技術者カジミェシュ・シェミェノヴィチによる。このロケット弾の実物は現存していないが、その構造はアムステルダムで初版が刊行された彼の著書Artis Magnae Artilleriae（1650年）に詳細に解説されている。ロケットは三段式で固体燃料を使用し、専用の砲台により発射された。後には現代のミサイルに見られるようなデルタウィングによる制御機能が搭載された。
ポーランドに遅れること1世紀、18世紀半ばのイギリスではインドのマイソール王国との戦争を通じてコングリーヴ・ロケットが使われるようになった。これはアメリカ独立戦争などでイギリス側の兵器として用いられ、のちにアメリカ合衆国の国歌となった『星条旗』でも描写されている。これは巨大なロケット花火のような風体をしており、姿勢の安定は後部に伸びた"棒"によって行われ、技術的には古代中国の火箭と同じものであった。

大砲の発展により精度の劣るロケット兵器は一時衰退したが、第二次世界大戦では多数のロケット砲が実戦使用された。ソ連のカチューシャはトラックに多連装ロケット発射器を載せたもので、一斉に小型ロケット弾を投射して地域制圧射撃を行い、「スターリンのオルガン」と呼ばれドイツ軍に恐れられた。
一方のドイツ軍は、より大型で一発あたりの破壊力が大きいロケット弾を発射する、各種のネーベルヴェルファー（直訳すると煙幕発射器であるが、機密保持のための暗号名）ロケット発射器を使用し、こちらも一部は装甲ハーフトラックに搭載された。同じドイツ軍のシュトルムティーガーは、スターリングラード攻防戦で頑強な農業サイロを破壊できなかった反省から開発され、もともと海軍の対潜用だった38cmロケット臼砲を搭載し、陣地・建物破壊用に用いられた。
また、日本軍では四式二〇糎噴進砲・四式四〇糎噴進砲が開発・採用され、太平洋戦争末期の硫黄島、沖縄での戦闘に投入された。
第二次世界大戦後も、ソ連をはじめ各国で多連装ロケット砲の開発・運用が続けられている。また1950年代から1960年代には無誘導の大型ロケット弾を発射する兵器が開発された。例えばアメリカ合衆国のMGR-1 オネスト・ジョンやMGR-3 リトル・ジョン、ソビエト連邦の"FROG"シリーズとして知られる2K6 ルーナ (FROG-3)や9K52 ルーナM (FROG-7)などである。これらの兵器は本格的な誘導装置を持った地対地ミサイルの実用化により退役が進んでいるが、一部の国では現役である。

## 主なロケット砲

### 第二次世界大戦
ソビエト連邦
- BM-8/BM-13カチューシャ

 ドイツ国
- 7.3cm宣伝ロケット発射器
- 8cm　ロケット発射器
- ネーベルヴェルファー
  - 15cm ネーベルヴェルファー41型（英語版）
  - 28/32cm ネーベルヴェルファー41型（英語版）
  - 21cm ネーベルヴェルファー42型（英語版）
  - 30cm ネーベルヴェルファー42型
- パンツァーヴェルファー
- 38cmラケーテンヴェルファー61 "シュトルムティーガー"
- 8.8 cmロケット発射器43型 "プップヒェン"

 アメリカ合衆国
- 4.5インチ　対地ロケット発射器　T27〜M12E1
  - T34カリオペ
- 4.5インチ　対地ロケット発射器　T66
- 7.2インチ　対地ロケット発射器　M17

 イギリス
- 2インチ　対空ロケット発射機　MK.2
- 3インチ　対空ロケット発射器
- ランドマットレス（英語版）
- 3インチ　対地ロケット発射器　LILO No.10 Mk.1
- Tulip　対地ロケット

 大日本帝国
- 四式二〇糎噴進砲
- 四式四〇糎噴進砲
- 試製十五糎多連装噴進砲
- 十二糎二八連装噴進砲

### 戦後・現用
アメリカ合衆国
- MGR-1 オネスト・ジョン
- MGR-3 リトル・ジョン
- M270 MLRS
- M142 HIMARS

 ソビエト連邦/ ロシア
- "FROG" 無誘導ロケット発射機
  - 2K4 フィリン（ロシア語版、ドイツ語版） - NATOコードネーム "FROG-1"
  - 2K1 マルス - NATOコードネーム "FROG-2"
  - 2K6 ルーナ - NATOコードネーム "FROG-3"／ "FROG-5"
  - 9K52 ルーナM - NATOコードネーム "FROG-7"
- BM-14
- BM-21 グラート
- BM-24
- BM-25 コルシュン
- BM-27 ウラガン
- BM-30 スメーチ
- TOS-1
- タルナード

 大韓民国
- K-136

 中華人民共和国
- 63式107mmロケット砲
- 70式130mm自走ロケット砲

 ドイツ
- LARS自走ロケット弾発射機

 日本
- 67式30型ロケット弾発射機
- 75式130mm自走多連装ロケット弾発射機
- MLRS

 イスラエル
- MAR-240
- MAR-290
- LAR-160

 ブラジル
- ASTROS

 南アフリカ共和国
- ヴァルキリー 自走ロケット弾発射機

 インド
- ピナーカ多連装ロケット発射機